# Dominicus Lampsonius
Dominicus Lampsonius, latinisering van Dominique Lampsoons, (Brugge, rond 1536 - Luik, 17 juli 1599) was een Vlaams humanist, dichter, numismaat, schilder, kunstcriticus en diplomaat. Veel van wat we vandaag weten over de kunstenaars van zijn tijd is afkomstig uit zijn geschriften.

## Levensloop
Lampsonius was de verlatijnste naam van de Brugse familie Lampsins (ook geschreven Lampsoons, Lamsins, Lamsens, Lampsens, Lampson, Lanssens en Lansschen). Dominicus was een zoon van de schedemaker en borstelmaker Jacob Lamsins († 1561), weduwnaar van (waarschijnlijk) Barbele de Lannoy († voor 1530) en echtgenoot van Anna De Vriese.
Hij werd ingeschreven op 28 augustus 1549 aan de universiteit van Leuven en studeerde kunsten en wetenschappen. Vanaf 1554 was hij privésecretaris van de Engelse kardinaal Reginald Pole, een van de voorzitters van het Concilie van Trente en in 1549-1550 bijna tot paus verkozen na de dood van Paulus III. Nadat de katholieke Mary aan de macht was gekomen, trok Pole in maart 1554 naar Engeland en dit was het tijdstip waarop Lampsonius zijn secretaris werd. Hij schreef het testament van de kardinaal, die op 17 november 1558 overleed, en zorgde ook voor zijn graftombe in de kathedraal van Canterbury.
Hij kwam weer naar de Nederlanden en werd in Luik secretaris van drie opeenvolgende prins-bisschoppen: Robert van Glymes van Bergen, Gerard van Groesbeek en Ernst van Beieren. In 1577 was hij, als diplomaat namens het prinsbisdom Luik, aanwezig bij de onderhandelingen die leidden tot het Eeuwig Edict.

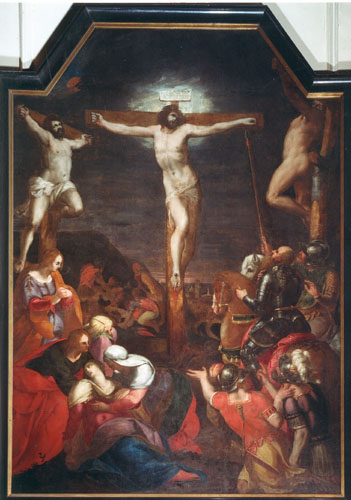
Kruisiging, Sint-Kwintenskerk, Hasselt

In 1575 werd hij lid van de Luikse gilde van de goudsmeden, waar ook de schilders toe behoorden. Van hem is slechts één werk bekend, een Calvarie, in de Sint-Quintenskerk in Hasselt. Zijn collectie munten was bekend: Goltzius kwam ze in Luik bezoeken.
Lampsonius had vele contacten met humanisten en wetenschappers, onder meer met Torrentius, Abraham Ortelius en Justus Lipsius. Hij zou een rol hebben gespeeld in de terugkeer van deze laatste naar het katholicisme.
Hij trouwde in 1569 in Hasselt met Beelken Schelen, dochter van de Hasseltse brouwer Willem Schelen. Het echtpaar had als kinderen:
- Maria Lampsins, die in 1605 trouwde met Wynant Heysbens,
- Gerard Lampsins (°1576), licentiaat in de rechten,
- Jacob of Giacomo Lampsins, schilder, vermeld in Rome in 1620.

Dominicus en zijn vrouw werden in de kerk van Saint-Denis in Luik begraven.

## Publicaties en geschriften
- Vita Lambert Lombard, Goltzius, Brugge, 1565. Dit werk is niet enkel van biografisch belang: het is een kunsttheoretisch essay.
- Pictorum aliquot celebrium Germaniae inferioris effigies, Antwerpen, 1572. Een reeks van drieëntwintig geëtste portretten van enkele beroemde schilders uit de Nederlanden, vergezeld van Latijnse gedichten.
- Lampsonius schreef Latijnse epigrammen.
- Hij onderhield een uitgebreide correspondentie met de Italiaanse kunstenaars Giorgio Vasari en Giulio Clovio. Hij schreef en dichtte in het Nederlands, het Latijn, het Italiaans, het Grieks en het Engels.

## Uitgave
- Dominicus Lampsonius, Portretten van bekende schilders uit de Lage Landen, vertaald & toegelicht door Paul Claes en Leen Huet, 2020. ISBN 9789463105231